# Edward Śmigły-Rydz
Maršál Edward Śmigły-Rydz, někdy také Edward Rydz-Śmigły, pseud. Śmigły, Tarłowski či Adam Zawisza (11. března 1886, Berežany – 2. prosince 1941, Varšava) byl polský voják, politik a umělec. Bojoval v první světové válce, polsko-sovětské válce a druhé světové válce. Roku 1935 nahradil Józefa Piłsudského ve funkci generálního inspektora polských ozbrojených sil a z titulu této funkce též velel polským silám v jejich odporu při vpádu do Polska v roce 1939. Mezi lety 1937 - 39 byl hlavním představitelem „sanačního“ režimu v Polsku. Byl též svobodným zednářem. Kolem jeho osoby byl pěstován v Polsku kult osobnosti.

## Život

### Původ
Přesné místo jeho narození není známo, ale převládá názor, že se narodil ve městě Berežany na dnešní Ukrajině, v tehdejší rakousko-uherské korunní zemi Haliči. Někdy je místo jeho narození konkretizováno do ulice Izabelówką, nazvané podle polské šlechtičny Isabely Potocké, jindy je uváděna berežanská ulice Rohatyńská 126. Jiné zdroje uvádí jako místo jeho narození nedalekou ves Lapčina.
Jeho otec, kovářský syn Tomasz Rydz pocházel ze severopolské vsi u města Wieliczka a jako seržant ženistů („pionýrů“) 7. pluku rakouských hulánů byl dislokován právě v Berežanech, kde se později stal policejním strážmistrem. V roce 1884 byla jednotka Tomasze Rydze převelena do berežanského zámku, kde se patrně při vycházce po zámeckém parku setkal s dcerou listonoše Marií Babiakovou. Jejich krátký vztah vyústil v narození dítěte, kterému dali jméno Edward.

### Dětství

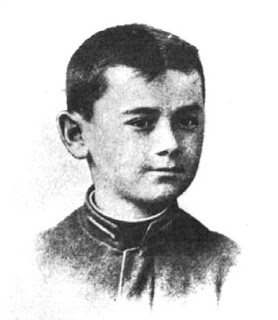
Mladý Edward studentem gymnázia

Ke svatbě se Tomasz a Marie odhodlali až po dvou letech po narození Edwarda, v roce 1888. Marie pocházela snad z pravoslavné rodiny, a tak se jejich svatba konala patrně v tamějším pravoslavném kostele sv. Mikuláše.
Narození budoucího generála ale je stále obestřeno mnoha nejasnostmi a za druhé Polské republiky (tj. v meziválečném období) se stalo předmětem různých dohadů. Mnozí například zde uvedenou teorii považovali za nesmysl a namísto ní byl podle nich Edward potomkem jakýchsi boháčů z okolí Berežan a manželé Rydzovi si ho osvojili a převzali ho do pěstounské péče. Jindy byl vysoce postavený polský generál haněn, že je nemanželský syn a že se jeho rodiče vzali jenom kvůli zlepšení své vlastní finanční situace. Generál vždy tyto dohady přešel mlčením.
Jeho otec zemřel několik měsíců po svatbě v roce 1888. Není zcela jasné, jestli to byl uváděný zápal plic, ale byl údajně převezen do vojenské nemocnice ve Lvově, protože berežanští lékaři nebyli schopni mu pomoci. Uložen byl patrně na lvovském hřbitově, ale jeho tělo mělo údajně být vyzvednuto, protože nebyly peníze na zaplacení hrobového místa. Dodnes není současné místo uložení generálova otce známo. Pro Edwarda, kterému v té době nebyly ani dva roky to byla jistě rána, zvláště když za osm let, v roce 1896 zemřela desetiletému chlapci, snad také na zápal plic, i jeho matka. Osiřelé dítě si k sobě vzal jeho děd Jan Babiak a později, po jeho smrti si ho vzala k sobě rodina Uranowiczových a ti mu umožnili studium na berežanském Gymnáziu sv. Anny, které dokončil v roce 1905 maturitou. Jeho opatrovník, dr. Tadeusz Uranowicz, byl známým berežanským lékařem. Ten měl jediného syna Edmunda (pozdějšího místopředsedu Okresního soudu v Berežanech), který se stal velkým přítelem budoucího vojevůdce.

### Mládí
Po vystudování gymnázia se přihlásil na Krakovskou akademii výtvarných umění, kde studoval pod vedením známých polských malířů, jakými byli Leon Wyczółkowski, Teodor Axentowicz či Józef Pankiewicz a v krátké době se přihlásil i na Filosofickou fakultu krakovské Jagellonské univerzity a ke studiu dějin umění. Svá studia ukončil a mezi lety 1910–1911 se naučil základy taktiky a strategie na rakouské škole pro c. k. záložní důstojníky ve Vídni. Během svých studií často navštěvoval své rodné město a během jedné z návštěv tam také založil odnož Związku Walki Czynnej, polské ilegální vojenské organizace, ve které spolupracoval například s budoucími vojenskými představiteli Polska, Stanisławem Barzykowskim, Marianem Kukielem a Kazimierzem Sosnkowskim.
Ve svém rodném městě také vytvořil fresku Panny Marie v tamějším kostele. Jeho freska, od počátku utajovaná, při svém odhalení všechny šokovala, neboť jeho údajně velice naturalistické pojetí Boží Matky se natolik vymykalo tehdejšímu chápání, že dnes již fresku vytvořenou budoucím velitelem polských armád nenalezneme. Tamější probošt ji nechal nedlouho po odhalení přebílit.

## Vojenská kariéra
V roce 1912 stál u zrodu polovojenské organizace – Střeleckého spolku (Związek Strzelecki). V těchto jednotkách také přijal před své jméno přízvisko Śmigły, což znamená mrštný či hbitý. V těchto jednotkách byl také velice aktivní jako jejich vůdce budoucí polský diktátor Józef Piłsudski. Později, již jako vysoce postavený generál, byl také členem další kontroverzní organizace – antisemitské a nacionalistické skupiny Obóz Narodowo-Radykalny (Národně-radikální tábor), kde představoval vůdce nejradikálnějších členů této organizace. Roku 1913 byl ve Lvově, kde velel tamějšímu Střeleckému spolku, který v té době čítal 1131 členů.

### První světová válka

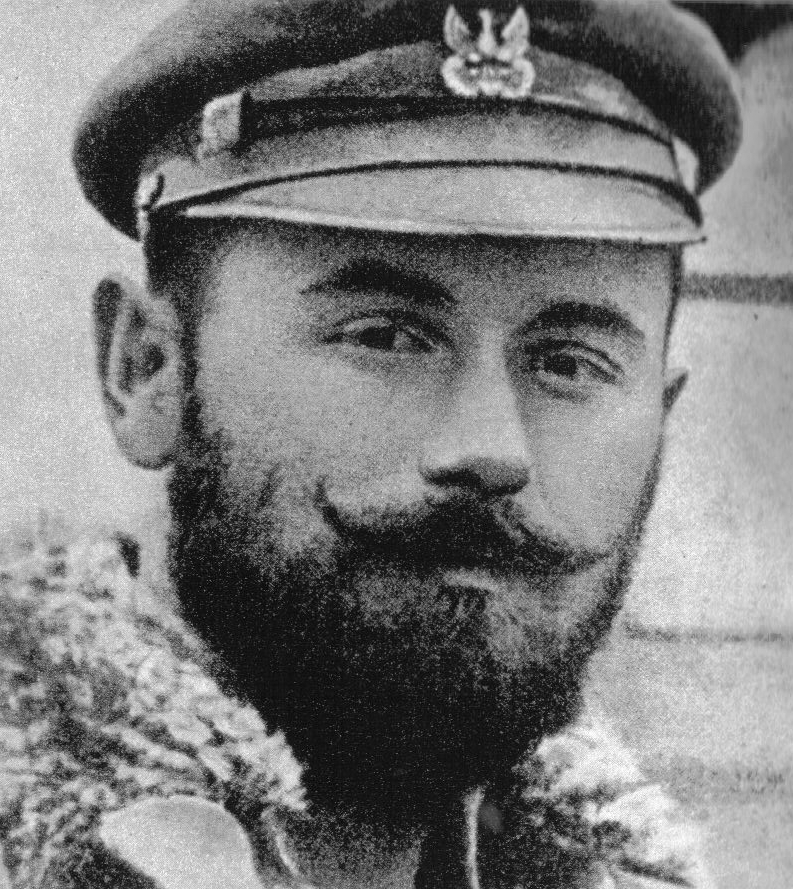
Major Edward Rydz-Śmigły v roce 1914

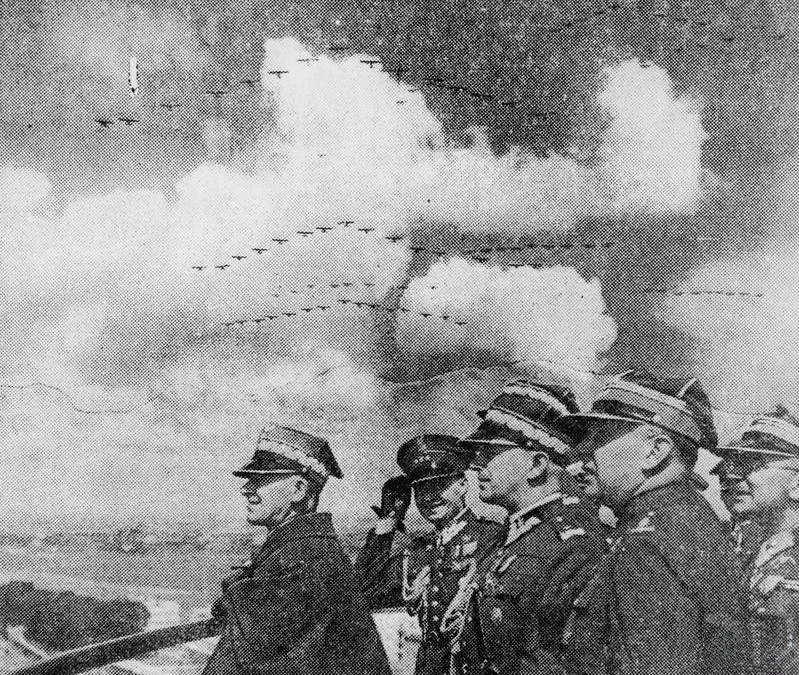
Edward Śmigły-Rydz a jeho generálové – propagandistická fotomontáž z roku 1939, mající za cíl ukázat sílu polského letectva

Na začátku první světové války, v červenci 1914 byl zmobilizován Rakousko-uherskou armádou a vstoupil do 55. pěšího pluku v Berežanech. Poté ihned vstoupil do Polských legií bojujících po boku Ústředních mocností a zformovaných na popud Józefa Piłsudského. V nich se stal velitelem 3. praporu. Jeho kolegou byl v té době Michał Karaszewicz-Tokarzewski, velící 5. praporu. 9. října 1914 byl povýšen na majora a v roce 1916 byl již plukovníkem. V legiích se stal 18. prosince 1914 velitelem prvního pěšího pluku.
Edward Śmigły Rydz se zúčastnil většiny bitev legií. Vyznamenal se rozhodností, přijímáním rizika, sebeovládáním v těžkých bojových situacích a také starostlivostí o podřízené.

### Druhá republika
V roce 1922 se stal divizním generálem a 11. května 1935, se souhlasem maršála Piłsudského, přebral pravomoci generálního inspektora ozbrojených sil. Maršálskou hůl obdržel roku 1936. Po podepsání Mnichovské dohody v září 1938 byl jako generální inspektor polských ozbrojených sil vůdčí osobností při obsazování české části Těšínska, které si vynutilo Polsko nebývalým nátlakem na tehdejší vládu Československa, ale po vzoru Freikorpsu také propagandou a diverzními a teroristickými akcemi.

### Druhá světová válka

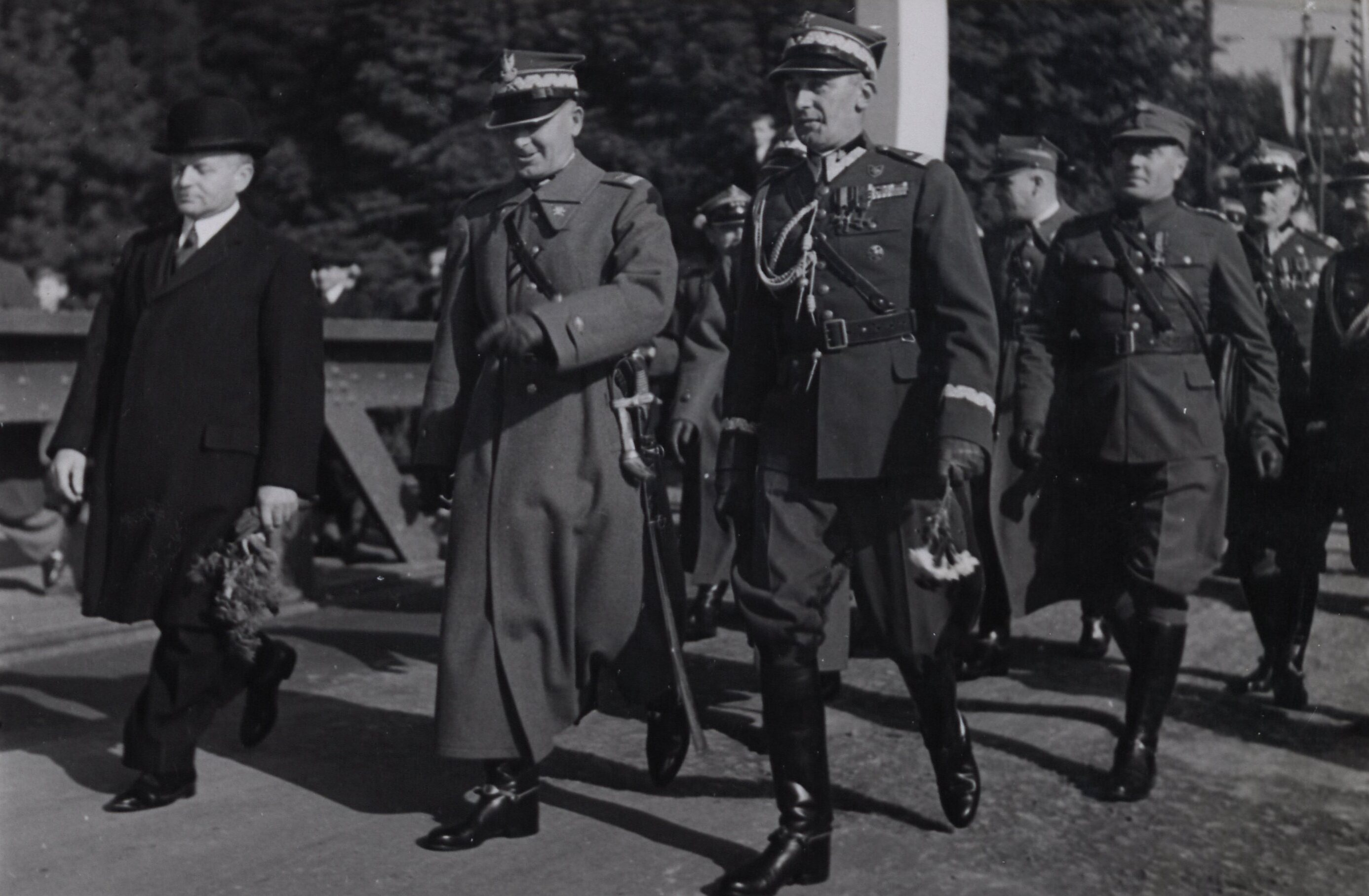
Slezský vojvoda Michał Grażyński, maršál Edward Rydz-Śmigły a generál Władysław Bortnowski 12. října 1938 v „Západním Těšíně“

Po propuknutí druhé světové války ho 1. září 1939 prezident Ignacy Mościcki jmenoval vrchním velitelem polských ozbrojených sil. Varšavu opustil 7. září a 18. září překročil rumunské hranice. Hodnocení jeho role ve válce je rozporné. Byl omlouván, že v nastalé situaci nemohl zabránit porážce Polska, ale i obviňován, že odchodem za hranice opustil armádu i národ. Před překročením hranice údajně prohlásil: „Zůstávám v Polsku“. Chtěl se připojit k bojujícím vojskům a tvořit podzemní armádu, ale rozhodl se jinak. V Rumunsku byl internovaný v Craiově. Byl stále pod dozorem, ale podařilo se mu uprchnout přes Maďarsko zpátky do Polska.
Rozběhlo se pátrání, ale úmyslně rozšiřované pověsti o různých místech jeho pobytu přispěly k tomu, že nebyl dopaden. Ve Varšavě se skrýval u Jadwigy Maksymowicz-Raczyńské, manželky generála. V hovorech s ní údajně řekl: „Spolehl jsem se na slovo a čest spojenců. ... Vinili mě z útěku. To nebyl útěk. ... Zrada, internace v Rumunsku, ta byla pro mne největší životní ranou".

## Smrt
Nečekaně onemocněl. Přes lékařskou pomoc zemřel 2. prosince 1941, pravděpodobně na infarkt. Byl pohřben na varšavském vojenském hřbitově Powązki pod jménem Adam Zawisza.

## Vyznamenání
- Řád bílé orlice mu udělil prezident Polska 10. listopadu 1936[16]
- Stříbrný kříž a Komandérský kříž Virtuti Militari obdržel po Polsko-sovětské válce za úspěšné provedení operace „Zima“,[17] v lednu 1920 se stal i členem kapituly řádu[18]
- Kříž Nezávislosti s meči, za zásluhy o nezávislost Polska
- Velký kříž, Komandérský kříž s hvězdou a Komandérský kříž Řádu znovuzrození Polska
- Kříž za chrabrost – čtyřnásobný držitel
- Zlatý Záslužný kříž[19]
- Pamětní medaile na polsko-ruskou válku v letech 1918–1921
- Velkodůstojník Řádu čestné legie
- Velkokříž Řádu rumunské koruny
- Velkokříž Řádu rumunské hvězdy[15]
- Velkokříž Řádu vycházejícího slunce
- Maďarský záslužný kříž
- Řád bílého orla Srbska